# José de Carvalho Filho
José de Carvalho Filho (15 de novembro de 1931 - 16 de abril de 2023) foi um remador brasileiro. Ele competiu nos Jogos Olímpicos de Verão de 1956.

Pai e técnico dos remadores olímpicos (1980,1984,1988), bi-campeões Pan-Americanos, Ronaldo de Carvalho e Ricardo de Carvalho, os Irmãos Carvalho.

Após parar de remar profissionalmente seguiu carreira como odontólogo.